# 7-Eleven
7-Eleven — американська міжнародна франшизова мережа дрібних магазинів. До ребрендингу у 1946 мережа називалась Tote'm Stores. Працює за франшизою з 1964. Станом на вересень 2024 компанія оперує у 20 країнах та нараховує 85 000 магазинів. Кінцевий власник японська корпорація Seven & I Holdings Co., Ltd.

## Етимологія
У 1946 компанія змінила назву «Tote'm Stores» на «7-Eleven», щоб відобразити свій перехід на новий розширений графік роботи: з 7:00 ранку до 11:00 вечора, 7 днів на тиждень.

## Історія
Компанія почала своє існування в 1927 в Далласі, Техас, коли Джо С. Томпсон, один з працівників «Southland Ice Company», почав продавати молоко, яйця і хліб зі складу льоду. Спочатку магазин був імпровізованою вітриною «Southland Ice Company», заводу, що виробляв лід і належав Джону Джеферсону Гріну. Зрештою Томпсон купив завод «Southland Ice Company» і реорганізував його в «The Southland Corporation» (в 1961 році) корпорацію, яка мала кілька підрозділів в околицях Далласа. Спочатку ці магазини працювали з 7 ранку до 11 вечора, що було безпрецедентно за тривалістю робочого дня. Сучасну назву 7-Eleven мережа магазинів почала використовувати з 1946 року. 
У 1952 році компанія відкрила свій сотий філіал. У 1962 році 7-Eleven в якості експерименту перевели один з магазинів в Остіні, штат Техас, на цілодобовий режим роботи, а вже в наступному році цілодобові магазини були відкриті в Лас-Вегасі, Форт-Уерті і Далласі.
У 1980 році компанія зіткнулася з фінансовими труднощами і була врятована від банкрутства завдяки власній мережі японських гіпермаркетів Іто-Йокадо, яка входила до складу корпорації. У 1987 році Джон Філп Томпсон, старший син Джо С. Томпсона і генеральний директор 7-Eleven, викупив за $ 5,2 млрд контрольний пакет акцій компанії, яку заснував його батько. Цій угоді завдав відчутного удару обвал фондового ринку 1987 року і падіння доходів за кредитами. Компанія була змушена запропонувати частину своїх акцій для залучення інвестицій у власні цінні папери.
У 1991 році японська компанія викупила контрольний пакет акцій 7-Eleven, Іто-Йокадо реорганізувалася в «Seven & I Holdings Co.» і в 2005 році 7-Eleven стала його дочірньою компанією. В 2007 році «Seven & I Holdings Co.» заявила про намір розширити американське представництво і відкрити в Сполучених Штатах ще 1000 магазинів. 

## Японія
З більш ніж 30 000 магазинів по всьому світу в Японії перебуває 12 349, причому більше 1500 розташовані в Токіо. Японські магазини відрізняються від американських великим асортиментом товарів і послуг. Вони пропонують не тільки їжу, напої і журнали, а й великий вибір дисків з іграми, музикою і фільмами та багато іншого. 
1 вересня 2005 була заснована компанія «Seven & I Holdings Co., Ltd.», що стала материнським підприємством по відношенню до «7-Eleven», «Ito Yokado» і японського відділення «Denny's». 

## Сполучені Штати Америки
В даний час в США працює близько 5900 магазинів «7-11», що належать власне компанії, керовані за ліцензією або франшизою. По франшизі працюють 4550, близько 77%.

## Таїланд
У Таїланді франшиза належить компанії «Charoen Pokphand», яка в свою чергу продає ліцензії безпосереднім виконавцям. У країні налічується більше 5000 «7-Eleven», причому 1500 з них знаходиться в Бангкоці. Це ставить Таїланд на 3 місце в світі, після США і Японії.

## Досягнення
В рейтингу «500 підприємців, які працюють за франшизою» компанія «7-Eleven» зайняла 1-е місце. Крім того, вона займає 38 місце в рейтингу найбільш швидкозростаючих франшизних мереж і 2-е місце в рейтингу «Low Cost Franchises».
У 2008 році виданням «Entrepreneur» компанія названа франшизной мережею номер один, випередивши навіть «Subway», яка займала це місце попередні 15 років.